# Wykres radarowy

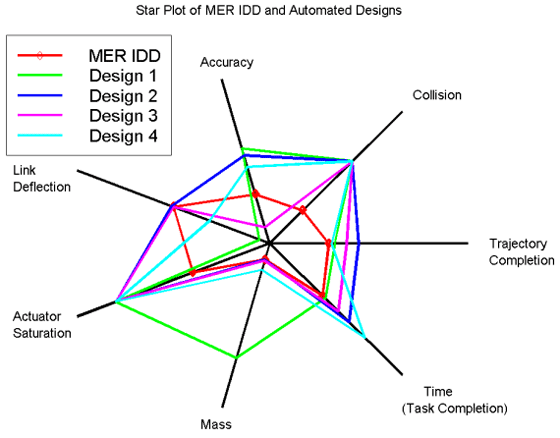
Przykładowy wykres radarowy (NASA)

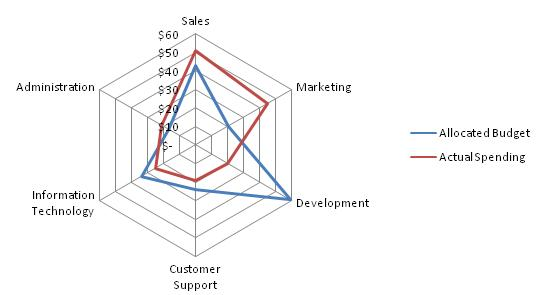
Wykres przedstawiający przydzielony budżet w porównaniu z rzeczywistymi wydatkami organizacji.

Wykres radarowy (albo gwiazdowy, ang. radar plot) – wykres umożliwiający przestawienie danych wielowymiarowych (trzech lub większej liczby zmiennych ilościowych) w formie dwuwymiarowego wykresu z osiami rozpoczynającymi się od tego samego punktu. Każda z trzech lub większej liczby osi (nazywanych promieniami) odpowiada jednej ze zmiennych ilościowych. Względne położenie i kąty między osiami zazwyczaj nie dostarczają żadnych informacji, choć można zaproponować różne heurystyki do ustalenia kolejności przedstawianych zmiennych. Kąty między osiami są zwykle równe. Wykres zawiera często linie łączące wartości każdej zmiennej dla danego obiektu. Wykres (linię) dla pojedynczego obiektu nazywa się czasem gwiazdą. 
Wykres radarowy można wykorzystać do odpowiedzi na następujące pytania:
- Które jednostki (obiekty) są najbardziej podobne, a które różnią się między sobą?[3]
- Czy istnieją wartości odstające?

Wykresy radarowe są użytecznym sposobem wyświetlania obserwacji wielowymiarowych z dowolną liczbą zmiennych. Zazwyczaj wykresy radarowe tworzone są dla grupy obiektów: na jednym lub większej liczbie wykresów przedstawia się gwiazdy przedstawiające poszczególne obiekty. 
Wykres gwiazdowy został po raz pierwszy użyty przez Georga von Mayra w 1877. 

## Zastosowania

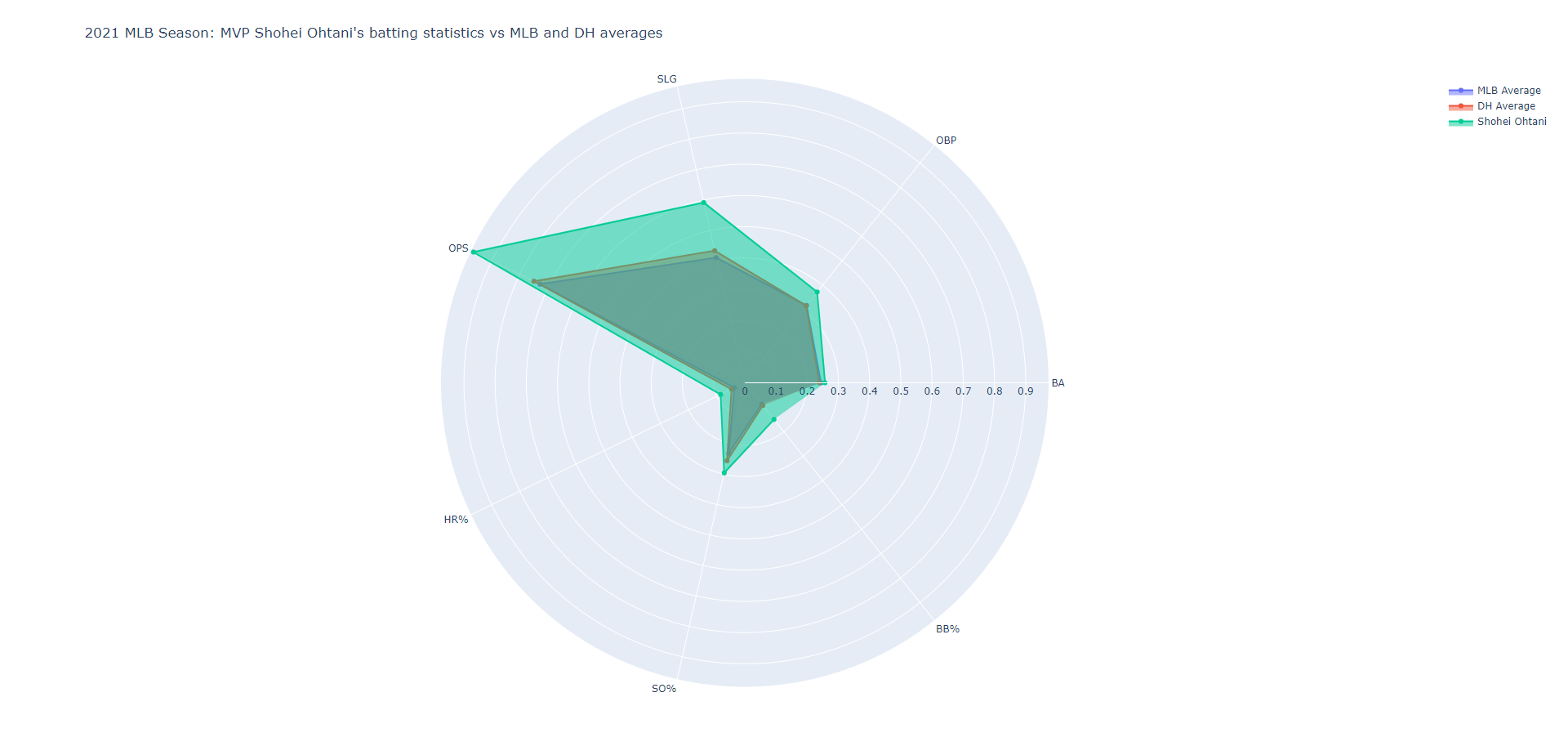
Wykres radarowy przedstawiający statystyki uderzeń w baseballu. Dane z https://www.baseball-reference.com/.

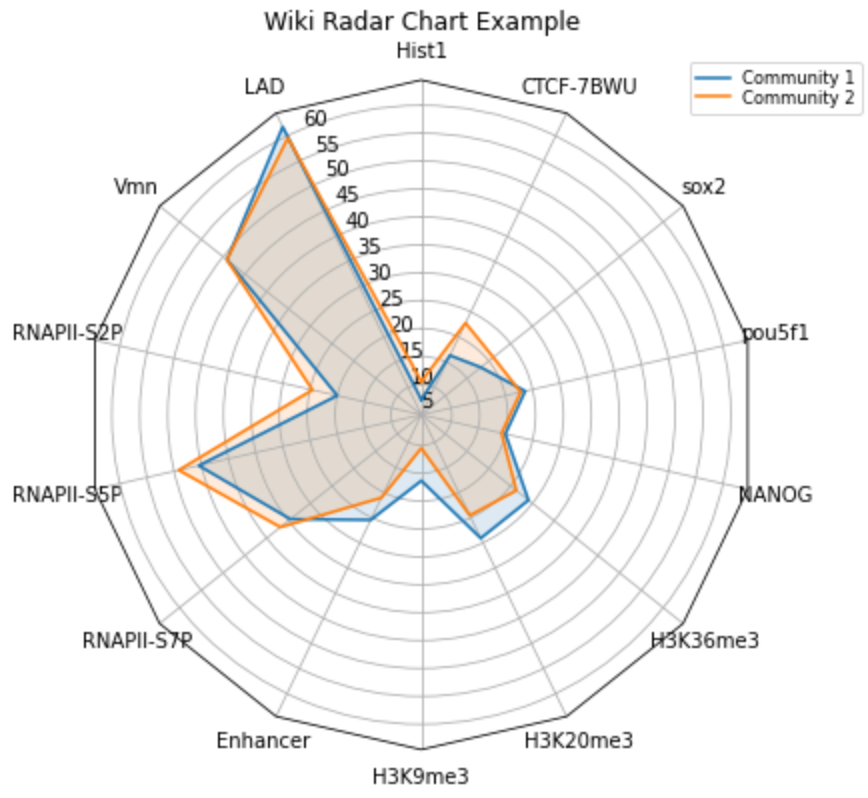
Wykres radarowy pokazujący podobieństwo genetyczne dwóch społeczności.

Wykresy radarowe mogą być wykorzystywane w sporcie do przedstawiania mocnych i słabych stron zawodników. Przykładami mogą być oddane strzały, zbiórki, asysty itp. koszykarza lub statystyki baseballisty dotyczące uderzania lub rzucania. Dzięki wykresom radarowym powstaje wizualizacja mocnych i słabych stron gracza, a jeżeli odniesieniem są statystyki innych graczy lub średnie ligowe, można zobaczyć, w których aspektach zawodnik wyróżnia się, w których zaś może się poprawić.

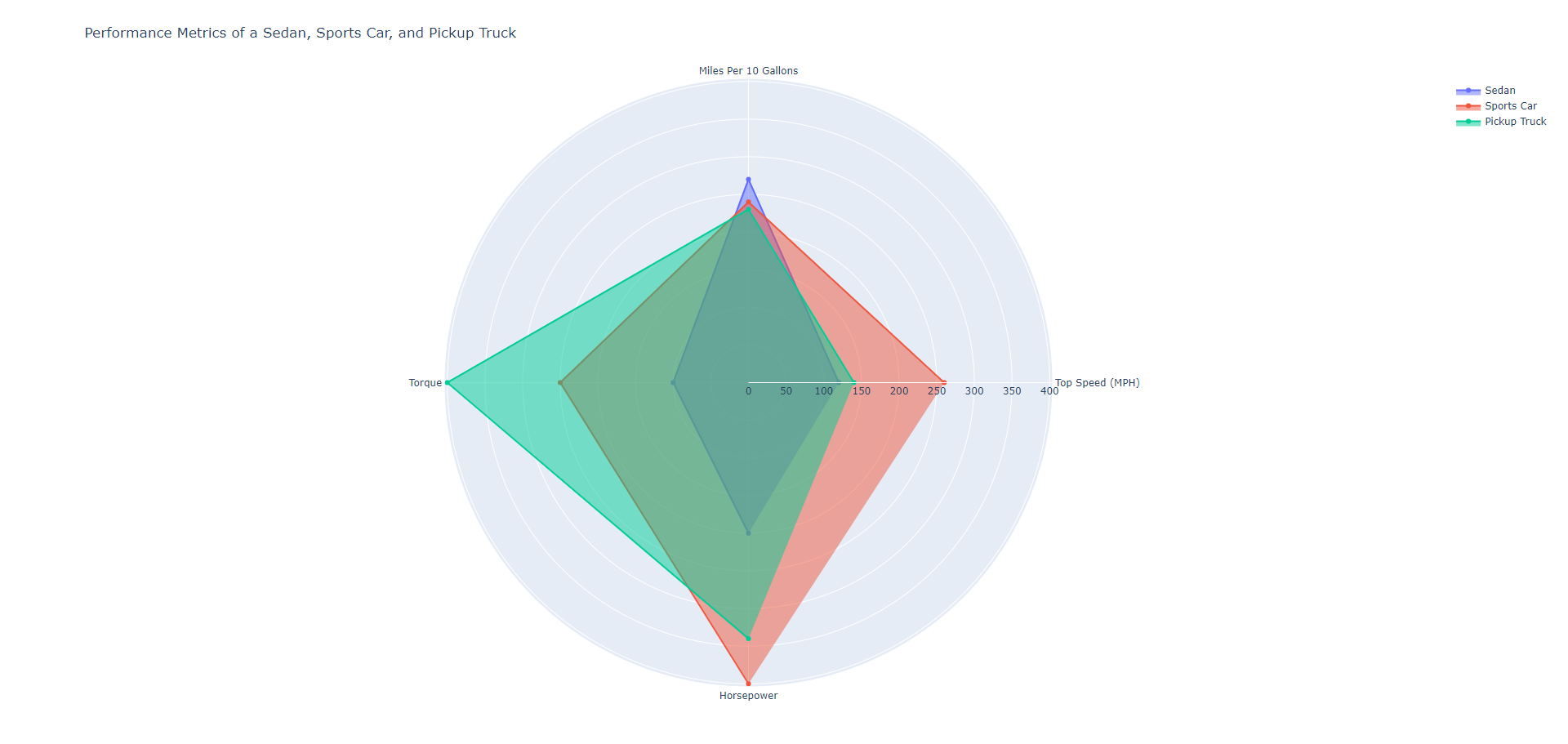
Wykres radarowy przedstawiający różnice w parametrach wydajności sedana, samochodu sportowego i pick-upa.

Innym zastosowaniem wykresów radarowych jest kontrola poprawy jakości w celu przedstawienia efektywności różnych obiektów, w tym programów komputerowych, komputerów, telefonów, pojazdów itp. 
Wykresy radarowe mogą być wykorzystywane w naukach przyrodniczych, na przykład do przedstawiania mocnych i słabych stron leków. 

## Ograniczenia
Wykresy radarowe przede wszystkim umożliwiają uwidocznienie wartości odstających lub pokazanie podobieństwa obiektów. Mogą też pokazać dominację, gdy jeden obiekt charakteryzuje się wartościami wszystkich zmiennych większymi niż odpowiednie wartości drugiego obiektu. 
Wykresy radarowe są używane głównie do pomiarów porządkowych – gdzie każda zmienna jest określona w ten sposób, że większe wartości są uznawane za bardziej pożądane („im wyżej, tym lepiej”), a wszystkie zmienne mają porównywalną skalę.
Z drugiej strony wykresy radarowe są krytykowane jako słabo przystosowane do podejmowania decyzji w sytuacjach, kiedy wśród obiektów nie widać wyraźnej dominacji – gdy wartość zmiennej dla danego obiektu przeważa w przypadku niektórych zmiennych, ale jest niższa w przypadku innych.
Wykresy radarowe mogą w pewnym stopniu zniekształcać dane, szczególnie gdy obszary są wypełnione. Wizualne porównanie długości wartości różnych zmiennych jest przez to utrudnione, nawet jeżeli koncentryczne okręgi służą jako linie siatki.